# 혼토쿠인
혼토쿠인 (일본어: 本徳院 ほんとくいん[*], 겐로쿠 9년 (1696년) - 교호 8년 2월 21일 (1723년 3월 27일))은 에도 막부 8대 쇼군 도쿠가와 요시무네의 측실이다. 이름은 콘(古牟)이다.

## 생애
기슈번 오오반토가시라(大番組頭) 타케모토 마사나가(竹本正長)의 딸로 태어났다. 생모는 타케모토 마사토키의 딸이다.
쇼토쿠 3년 (1713년), 당시 키슈번주였던 요시무네의 측실인 오스마노카타가 사망하자, 콘이 스마의 육촌자매라는 점에서, 가신들 사이에서는 요시무네의 측실 후보로 거론되었다. 하지만, 『도쿠가와 실기』에 의하면, 콘을 만나러 간 가신이 "잠자리에서 시중 들 사람이 아니다(枕席に侍らすべきさまにあらず)"라고 걱정할 정도의 추녀였다고 한다.
콘은 아카사카 기슈번 저택에 들어가, 쇼토쿠 5년 (1714년)에 요시무네의 차남인 코지로 (후의 타야스 도쿠가와가 당주 도쿠가와 무네타케)를 낳았다. 이듬해인 교호 원년 (1716년), 요시무네가 쇼군에 오르자, 콘도 요시무네의 다른 측실인 오우메노카타와 함께 에도성 오오쿠에 들어갔다.
교호 8년 (1723년) 2월 2일, 28세의 나이로 사망했다. 묘소는 도쿄도 오오타구 이케가미혼몬지이다. 계명은 本徳院妙亮日秀大姉이다.

## 관련 작품
- 8대 쇼군 요시무네 (1995년, NHK대하드라마) - 배우 호소카와 후미에

## 참고문헌
- 쿠모무라 슌조 『大奥の美女は踊る』 PHP연구소, 2006년.
- 타카야나기 카네요시『大奥の秘事』 유잔가쿠, 2003년.